# Villingsberg
Villingsberg is een plaats in de gemeente Karlskoga in het landschap Värmland en de provincie Örebro län in Zweden. De plaats had in het jaar 2000 52 inwoners en een oppervlakte van 18 hectare. In 2005 was het aantal inwoners onder de 50 gezakt en dan wordt het aantal inwoners van een plaats niet meer genoteerd door het Zweeds Bureau voor Statistiek.